# Erythrogonia fissonustula
Erythrogonia fissonustula är en insektsart som först beskrevs av Jacobi 1905.  Erythrogonia fissonustula ingår i släktet Erythrogonia och familjen dvärgstritar. Inga underarter finns listade i Catalogue of Life.